# Otostigmus latipes
Otostigmus latipes är en mångfotingart som beskrevs av Wolfgang Bücherl 1954. Otostigmus latipes ingår i släktet Otostigmus och familjen Scolopendridae. Inga underarter finns listade i Catalogue of Life.